# Ray of Light (bài hát)
"Ray of Light" (tạm dịch: Tia sáng) là một bài hát của nghệ sĩ thu âm người Mỹ Madonna nằm trong album phòng thu thứ bảy của cô Ray of Light (1998). Nó được phát hành như là đĩa đơn thứ hai trích từ album vào ngày 6 tháng 5 năm 1998 bởi Maverick Records. Bài hát còn xuất hiện trong nhiều album tuyển tập của Madonna như GHV2 (2001) và Celebration (2009). Được viết lời bởi Madonna, William Orbit, Clive Maldoon, Dave Curtiss và Christine Leach, và được sản xuất bởi Madonna và Orbit, "Ray of Light" là một bản dance điện tử với những ảnh hưởng của techno, trance, Eurodance, và disco. Nó còn bao gồm âm thanh của những tiếng còi, tiếng bíp và tiếng chuông, bên cạnh việc sử dụng guitar điện và đàn synthesizer. Nội dung của bài hát đề cập đến sự tự do.
Sau khi phát hành, "Ray of Light" nhận được những phản ứng tích cực từ các nhà phê bình âm nhạc, trong đó họ đánh giá cao phần lời bài hát, những âm thanh điện tử cũng như giai điệu thân thiện với những câu lạc bộ của nó. Bài hát đã nhận được ba đề cử giải Grammy cho Thu âm của năm, Thu âm nhạc nhảy xuất sắc nhất và Video hình thái ngắn xuất sắc nhất, và chiến thắng hai giải sau. Về mặt thương mại, "Ray of Light" ra mắt và đạt vị trí thứ năm trên bảng xếp hạng Billboard Hot 100, trở thành đĩa đơn có thứ hạng tuần đầu cao nhất trong sự nghiệp của Madonna. Trên thị trường quốc tế, nó lọt vào top 5 ở Canada, Phần Lan, Ý và Vương quốc Anh, và đứng đầu các bảng xếp hạng ở Scotland và Tây Ban Nha.
Video ca nhạc cho "Ray of Light" được đạo diễn bởi Jonas Åkerlund, trong đó bao gồm những hình ảnh từ những hoạt động của cuộc sống hằng ngày được chuyển động nhanh, và Madonna thể hiện bài hát trước họ. Nó đã nhận được nhiều lời tán dương từ giới phê bình, chiến thắng một giải Grammy và năm hạng mục tại Giải Video âm nhạc của MTV năm 1998, bao gồm Video của năm và Video xuất sắc nhất của nữ nghệ sĩ. Sau đó, Stefano Salvati đã cáo buộc Madonna ăn cắp ý tưởng của một video ca nhạc ông đạo diễn cho Biagio Antonacci vào năm 1994. Bài hát đã được trình diễn trong ba chuyến lưu diễn của Madonna, gần nhất là trong Sticky & Sweet Tour (2008–09). Nó cũng được hát lại bởi một số nghệ sĩ, bao gồm dàn diễn viên của Glee, cũng như xuất hiện trong nhiều chiến dịch quảng cáo khác nhau.

## Danh sách bài hát
| - Đĩa 12" tại Hoa Kỳ 1. A "Ray of Light" (Sasha's Strip Down Mix) – 5:00 2. B "Ray of Light" (Orbit's Ultra Violet Mix) – 6:59 - Đĩa 12" tại châu Âu 1. A1 "Ray of Light" (Sasha's Ultraviolet Mix) – 10:43 2. A2 "Ray of Light" (William Orbit Liquid Mix) – 8:06 3. B1 "Ray of Light" (Victor Calderone Club Mix) – 9:29 4. B2 "Ray of Light" (bản album) – 5:19 - Đĩa CD tại châu Âu 1. "Ray of Light" (bản album) – 5:19 2. "Has To Be" (chưa từng được phát hành) – 5:15 3. "Ray of Light" (Sasha's Ultraviolet Mix) – 10:43 | - Đĩa 7" và CD tại Hoa Kỳ 1. "Ray of Light" (bản album) – 5:19 2. "Has To Be" (chưa từng được phát hành) – 5:15 - Đĩa CD #1 tại Anh quốc 1. "Ray of Light" (bản album) – 5:19 2. "Ray of Light" (Sasha's Ultraviolet Mix) – 10:43 3. "Ray of Light" (William Orbit Liquid Mix) – 8:06 4. "Ray of Light" (Victor Calderone Club Mix) – 9:29 - Đĩa CD #2 tại Anh quốc 1. "Ray of Light" (Sasha Twilo Mix) – 10:58 2. "Ray of Light" (Sasha's Strip Down Mix) – 5:00 3. "Ray of Light" (Victor Calderone Drum Mix) – 5:26 4. "Ray of Light" (Orbit's Ultra Violet Mix) – 6:59 |

## Xếp hạng
| Bảng xếp hạng (1998)                 | Vị trí cao nhất |
| ------------------------------------ | --------------- |
| Úc (ARIA)                            | 6               |
| Áo (Ö3 Austria Top 40)               | 31              |
| Bỉ (Ultratop 50 Flanders)            | 25              |
| Bỉ (Ultratop 50 Wallonia)            | 33              |
| Canada (RPM)                         | 3               |
| Châu Âu (European Hot 100 Singles)   | 9               |
| Phần Lan (Suomen virallinen lista)   | 2               |
| Pháp (SNEP)                          | 18              |
| Đức (Official German Charts)         | 28              |
| Ireland (IRMA)                       | 16              |
| Ý (FIMI)                             | 2               |
| Hà Lan (Dutch Top 40)                | 17              |
| Hà Lan (Single Top 100)              | 22              |
| New Zealand (Recorded Music NZ)      | 9               |
| Scotland (OCC)                       | 1               |
| Tây Ban Nha (PROMUSICAE)             | 1               |
| Thụy Điển (Sverigetopplistan)        | 14              |
| Thụy Sĩ (Schweizer Hitparade)        | 32              |
| Anh Quốc (OCC)                       | 2               |
| Hoa Kỳ Billboard Hot 100             | 5               |
| Hoa Kỳ Adult Pop Airplay (Billboard) | 39              |
| Hoa Kỳ Dance Club Songs (Billboard)  | 1               |
| Hoa Kỳ Pop Airplay (Billboard)       | 13              |
| Hoa Kỳ Rhythmic (Billboard)          | 32              |

| Bảng xếp hạng (1998)                 | Vị trí |
| ------------------------------------ | ------ |
| Australia (ARIA)                     | 57     |
| Europe (European Hot 100 Singles)    | 93     |
| Finland (Suomen virallinen lista)    | 31     |
| France (SNEP)                        | 93     |
| Italy (FIMI)                         | 59     |
| Netherlands (Dutch Top 40)           | 153    |
| UK Singles (Official Charts Company) | 75     |
| US Billboard Hot 100                 | 75     |
| US Dance Club Songs (Billboard)      | 1      |

## Chứng nhận
| Quốc gia                                  | Chứng nhận | Số đơn vị/doanh số chứng nhận |
| ----------------------------------------- | ---------- | ----------------------------- |
| Úc (ARIA)                                 | Vàng       | 35.000^                       |
| Anh Quốc (BPI)                            | Bạc        | 275,000                       |
| Hoa Kỳ (RIAA)                             | Vàng       | 500.000^                      |
| ^ Chứng nhận dựa theo doanh số nhập hàng. |            |                               |